# Dickschnabel-Mistelfresser
Der Dickschnabel-Mistelfresser (Dicaeum agile, Syn.: Piprisoma squalidum) ist eine Vogelart aus der Familie der Mistelfresser (Dicaeidae).
Die Art kommt in Bereichen Südasiens, Indonesiens, der indochinesischen Halbinsel und auf den Philippinen vor. Das Verbreitungsgebiet umfasst trockenen bis feuchten Laubwald oder immergrüne, baumbestandene Lebensräume, auch Plantagen, Kokosnuss Haine oder Nutzgärten bis 1500 m im Sommer, unter 800 m ganzjährig.

## Merkmale
Der Vogel ist 9–10 cm groß, wiegt zwischen 7 und 11 g mit relativ schlichtem Gefieder. Die Oberseite ist aschfahl olivbraun, Unterseite grau bis gelbbraun- weiß, dezent gestreift. Der Schwanz hat eine unscharfe weiße Schwanzspitze. Der kräftige bläuliche Finkenschnabel von unterschiedlicher Dicke ist charakteristisch zur Abgrenzung vom Blassschnabel-Mistelfresser (Dicaeum erythrorhynchos). Am Kopf ist ein diffuser Bartstreif abgrenzbar. Die Geschlechter unterscheiden sich nicht. Auffälliges Merkmal ist die Angewohnheit, im Sitzen den kurzen Schwanz zu spreizen und hin und her zu schwenken.

## Geografische Variation

Verbreitung der Unterarten von Dicaeum agile und verwandter Arten, die teilweise auch als Unterarten geführt werden (Dicaeum everetti sordidum, Dicaeum aeruginosum affine, Dicaeum everetti bungurense, Dicaeum everetti everetti, Dicaeum aeruginosum aeruginosum), nach Rasmussen und Anderton 2005 und F. Salomonsen 1960

Es werden folgende Unterarten anerkannt:
- D. a. agile (Tickell, 1833), Nominatform – englisch Thick-billed Flowerpecker – Nordosten Pakistans östlich bis Bihar und südlich ganze indische Halbinsel
- D. a. zeylonicum (Whistler, 1944) – Sri Lanka
- D. a. pallescens (Riley, 1935) – Nordostindien, Osten von Bangladesch und Myanmar, Thailand, Laos, Kambodscha und Vietnam (außer Tonkin); wohl auch Südchina
- D. a. modestum (A. O. Hume, 1875) – Malaiische Halbinsel und stellenweise auf Borneo
- D. a. atjehense Delacour, 1946 – Norden und Süden Sumatras
- D. a. finschi M. Bartels, Sr, 1914 – Java
- D. a. tinctum (Mayr, 1944) – Kleine Sundainseln (Sumbawa, Flores bis Alor-Archipel)
- D. a. obsoletum (S. Müller, 1843) – englisch Modest Flowerpecker – Timor, Wetar

HBW führt noch weitere Unterarten, die von IOC als eigene Art Streifenbrust-Mistelfresser (Dicaeum aeruginosum) mit Unterarten geführt werden:
- D. a. striatissimum Parkes, 1962 – Luzon, Lubang-Inseln, Romblon-Insel, Sibuyan und Catanduanes auf den nördlichen Philippinen
- D. a. affine (J. T. Zimmer, 1918) – Palawan (westliche Philippinen)
- D. a. aeruginosum (Bourns & Worcester, 1894) – englisch Striped Flowerpecker – Mindoro, Negros, Cebu und Mindanao (südliche Philippinen)

## Stimme
Der Ruf des Männchens wird als lautes, scharfes und metallisches „chik-chik-chik-chik“, ratterndes „tititiitili“ beschrieben.

## Lebensweise
Die Nahrung besteht hauptsächlich aus reifen Früchten von Dendrophthoe und Misteln. Die Art ist einzeln auf mistelbeladenen Bäumen in offenen, baumbestandenen Lebensräumen anzutreffen. Das Verhalten ähnelt dem des Blassschnabel-Mistelfressers, die Früchte werden aber nicht im Ganzen geschluckt: die Beere wird im Schnabel zerlegt, der Samen an einem benachbarten Ast abgestreift. Dadurch verbreitet sich die Pflanze somit auf demselben Baum.
Die Brutzeit liegt zwischen Dezember und August in Indien und zwischen April und Mai in Sri Lanka.

## Gefährdungssituation
Der Bestand gilt als nicht gefährdet (Least  Concern).